# Galicie
Ne pas confondre avec la région espagnole de Galice.
 (juin 2025).
La Galicie (en allemand : Galizien, en polonais : Galicja, en ukrainien : Галичина Halytschyna) est une province de l'empire d'Autriche, formée en 1772 à partir des territoires polonais annexés par la monarchie des Habsbourg lors du premier partage de la Pologne, et restée autrichienne jusqu'à la fin de la Première Guerre mondiale.
D’une superficie d’environ 78 000 km2, la Galicie est actuellement répartie entre la Pologne pour sa partie ouest autour de Cracovie, et l’Ukraine pour sa partie est autour de Lviv.

## Toponymie
Le nom du cette région historique européenne ne doit pas être confondu avec la Galice espagnole, et se décline comme suit : Галичина soit Halyčyna en ukrainien ; Galicja en polonais ; גאַליציע soit Golicje en yiddish ; Galizien en allemand ; Gácsország en hongrois ; Halič en tchèque et en slovaque ; Galiția en roumain ; Галиция soit Galitsiya en russe et Galiçya en turc.
Avant 1772, « Galicie » désignait le bassin du haut-Dniestr, autour de la ville de Halytch ayant donné son nom à la principauté de Galicie-Volhynie du XIIe au XIVe siècle, que l'historiographie ukrainienne considère comme le berceau initial de l'Ukraine. La ville de Lviv, capitale de la Galicie autrichienne (sous le nom allemand de Lemberg) a été fondée au XIIIe siècle par Daniel Ier de Galicie.
Dans une perspective protochroniste, en vogue en Europe orientale, les groupes montagnards des Ukrainiens des Carpates, les Boykos et les Houtsoules, seraient respectivement les descendants slavisés des Celtes Boïens (ayant aussi laissé leur nom à la Bohême) et des tout premiers Slaves du IIe siècle avant leur différenciation.
Le terme de Ruthénie rouge (en ukrainien Червона Русь, en polonais Ruś Czerwona, en latin Ruthenia Rubra) a été utilisé pour désigner la Galicie orientale du Moyen Âge jusqu’à la Première Guerre mondiale.

## Géographie
Le territoire du royaume de Galicie et de Lodomérie, au sein de l'Autriche-Hongrie, s'étendait en 1914 sur 78 502 km2 et correspond aujourd’hui aux régions suivantes :
- en Pologne (Galicie occidentale) :
  - voïvodie de Silésie : le sud (Żywiec et Biała),
  - voïvodie de Petite-Pologne (sauf Miechów et Olkusz),
  - voïvodie des Basses-Carpates ;

- en Ukraine (Galicie orientale) :
  - oblast de Lviv,
  - oblast d'Ivano-Frankivsk,
  - oblast de Ternopil.

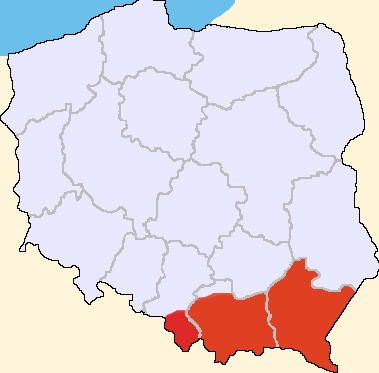
La Galicie occidentale autour de Cracovie dans la Pologne actuelle.
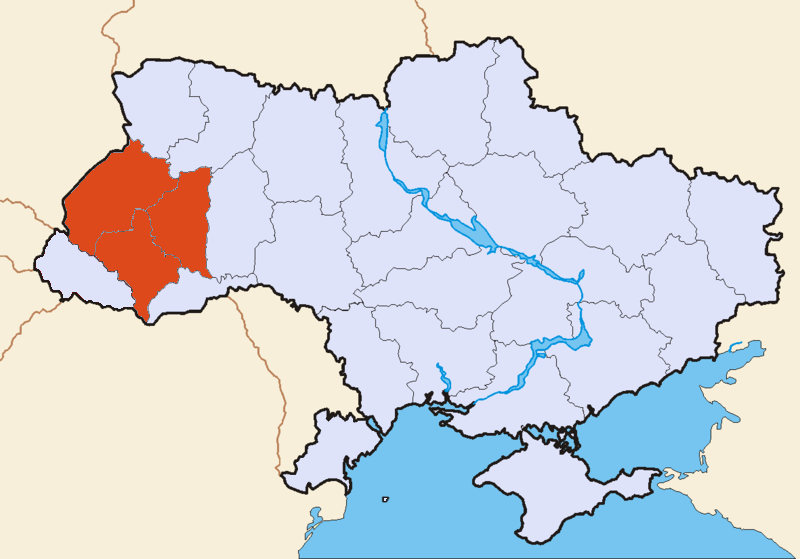
La Galicie orientale autour de Lviv dans l'Ukraine actuelle.
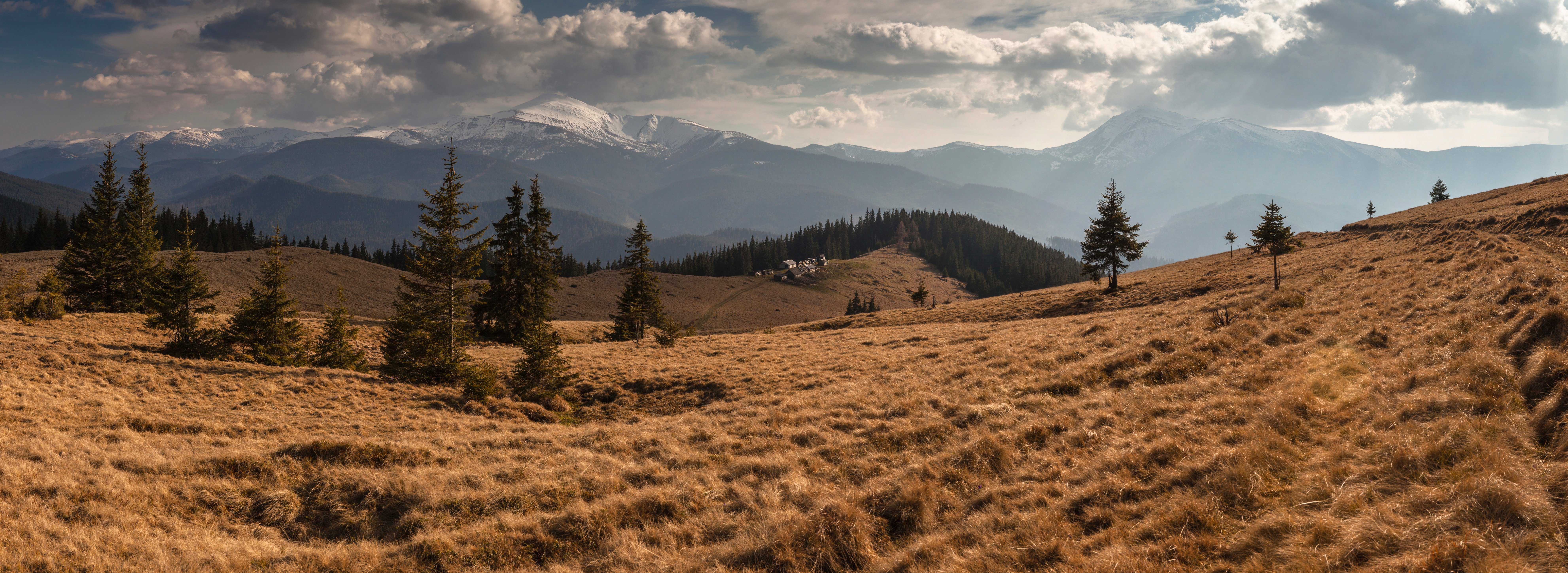
Le temps des moissons en Galicie, aux pieds des Carpates (au fond le mont Hoverla).

En Galicie, se trouvent les parties polonaise et ukrainienne des Carpates (orientales et occidentales). Les pics Gerlach (2 655 m, plus haut sommet des Carpates dans le massif des Tatras) et Hoverla (2 060 m, plus haut sommet des Carpates ukrainiennes) en sont les sommets les plus significatifs.

### Villes principales
- Brody, mentionnée pour la première fois en 1084, connue aussi sous le nom de Lubicz.
- Drohobytch, fondée en 1422.
- Jarosław, mentionnée pour la première fois en 1152.
- Kalouch, fondée en 1437.
- Kolomyia, fondée en 1370.
- Cracovie, fondée en 1257.
- Lviv (Lwów, Lemberg, Lvov), fondée vers 1256.
- Nowy Sącz, fondée en 1292.
- Przemyśl, fondée en 1383.
- Rzeszów, fondée en 1354 par le diplomate et chevalier Jan Pakosławic de Strożysk, primogéniteur de la famille Rzeszowski.
- Sambir, fondée en 1390.
- Sanok, fondée vers 1356.
- Ivano-Frankivsk (Stanislawów), fondée en 1663.
- Stryï, fondée en 1431.
- Tarnobrzeg, fondée en 1567.
- Tarnów, fondée en 1380.
- Ternopil, fondée en 1540.
- Tchervonohrad, fondée en 1692.

## Histoire
Jusqu'au début du VIe siècle, des peuples germaniques et celtiques, comme les Bastarnes ou les Lugiens, sont mentionnés en Galicie par Ptolémée dans sa Géographie à côté de peuples iraniens comme les Agathyrses ou les Sarmates, ou de peuples daciques comme les Costoboces.

### Peuples et monarchies slaves
En provenance de Polésie, des Slaves remplacèrent et absorbèrent les peuples antérieurs durant le VIe siècle. Ces Slaves étaient des Croates blancs alliés au IXe siècle à la Moravie et au Xe siècle à la Bohême. Au XIe siècle, une différenciation entre Slaves occidentaux à l'Ouest de la Galicie, et Slaves orientaux à l'Est, commence à se produire : sur le plan politique, les rois de Pologne et les princes de Kiev se disputent le pays tandis que sur le plan religieux, le christianisme de rite romain lié à la Pologne s'impose à l'Ouest, et le christianisme de rite byzantin lié à Kiev à l'Est.
En 1084, des principautés indépendantes émergèrent à Przemyśl, Terebovlia et Zvenyhorod, dirigées par les fils de Rostislav de Tmutarakan (en), respectivement, Riurik, Vassilko (en) et Volodar (en), de la dynastie des Riourikides. En 1141, Vladimirko de Galicie les réunit au sein d'une seule principauté et transféra la capitale à Halytch, d'où le nom de « Galicie ». Sous Iaroslav Ier Osmomysl, celle-ci connut un développement économique rapide et étendit sa zone d'influence sur les Volochovènes et les Valaques, en Moldavie jusqu'aux bouches du Danube et aux ports de Halats et de Kilia, établissant un commerce florissant avec l'Empire byzantin et le Royaume bulgaro-valaque. En 1199, Roman de Volhynie, dit le Grand, s'empara de la Galicie et forma la principauté double de Galicie-Volhynie, avec Halytch pour capitale.
En 1241, la Galicie-Volhynie fut ravagée par l'invasion mongole de l'Europe qui aboutit à la vassalisation des principautés slaves orientales, chrétiennes orthodoxes, par la Horde d'or et ses états-successeurs tatars, tengristes puis musulmans. Les souverains galiciens cherchèrent donc du soutien à l'Ouest, en s'adressant à l'Église catholique. Daniel Ier, sacré roi de Galicie-Volhynie par le pape Innocent IV en 1253, et son fils Léon Ier réussirent ainsi, en s'alliant à leurs voisins occidentaux polonais, à alléger la tutelle mongole sur leur royaume. Sous leur règne, la Galicie-Volhynie restaura sa croissance économique et de nombreuses villes furent fondées, dont Lviv, attirant des commerçants et artisans allemands, juifs, grecs et arméniens.

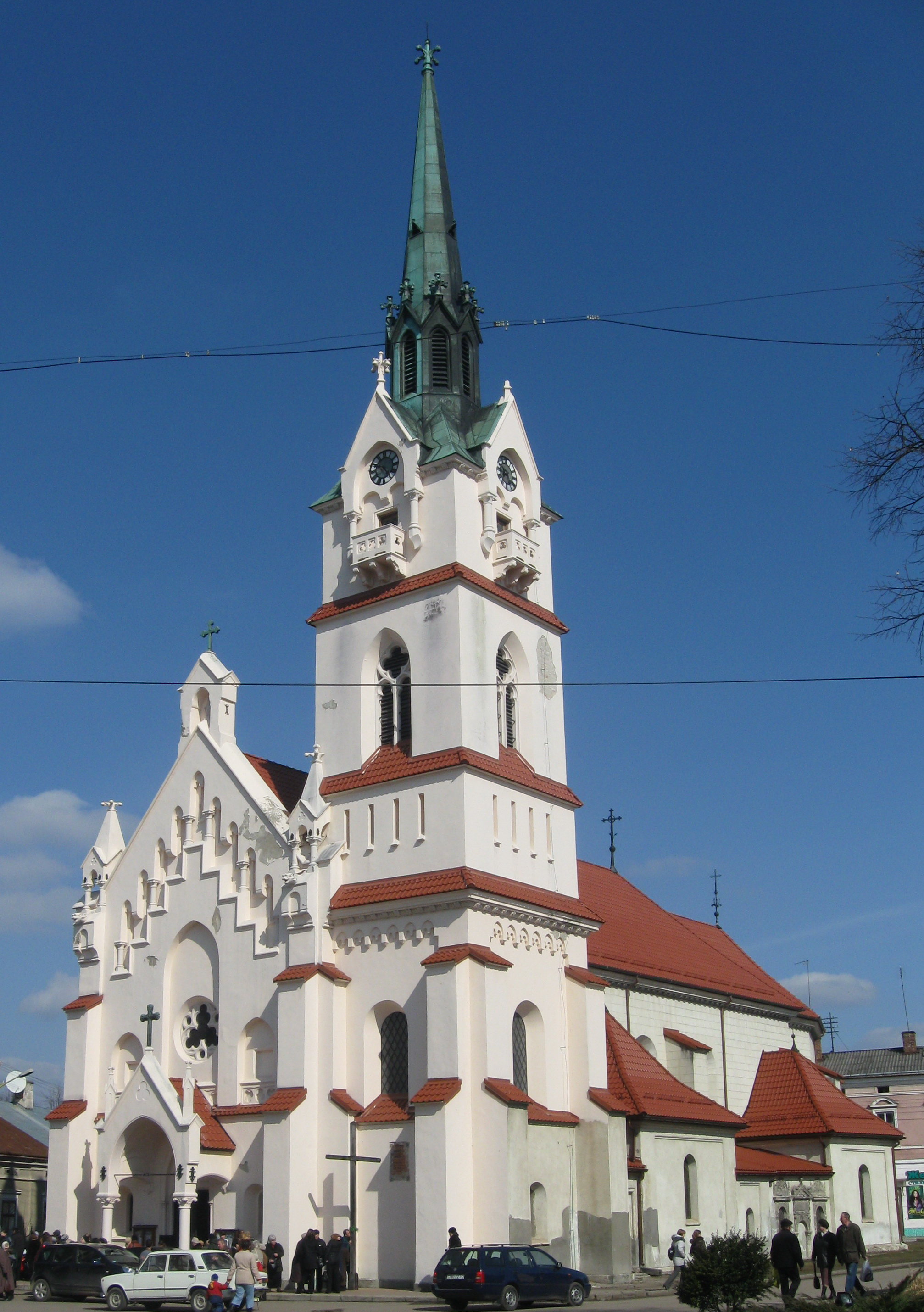
La cathédrale de Stryï.

### Période polonaise
À la mort de Léon II et André II, derniers rois de la dynastie fondée par Roman le Grand, probablement lors d'un combat contre les Mongols en 1323, leur neveu, descendant de la branche de Mazovie de la dynastie des Piast, monta sur le trône sous le nom de Boleslas Georges II. En 1340, il fut empoisonné. Il en résulta une lutte de pouvoir entre la Pologne dont la dynastie des Piast revendiquait le trône, le grand-duché de Lituanie, et la Hongrie dont les rois revendiquèrent le titre de « rois de Galicie et Lodomérie » (nom latinisé de la Volhynie).
C'est le roi de Pologne Casimir le Grand qui assura son autorité sur la majeure partie du territoire galicien, qu'il distribua à ses nobles, inaugurant la polonisation du pays, facilitée par la conversion au catholicisme des voïvodes, des boyards et des joupans ruthènes auparavant orthodoxes. Sous Louis le Grand qui régnait à la fois sur la Pologne et la Hongrie, une hiérarchie catholique fut définitivement établie. En 1378, la Galicie autour de Lviv fut partiellement rattachée à la Hongrie pour neuf ans. À la mort de Louis en 1382, le grand-duc de Lituanie Ladislas II Jagellon épousa la reine de Pologne Hedwige. Ainsi les deux pays furent liés l'un à l'autre, formant une Union qui accueillit de nombreux Juifs chassés d'autres pays européens, notamment des Ashkénazes d'Allemagne. Le mouvement hassidique s'y développa fortement, avec de nombreuses dynasties de rabbins. En 1387, Ladislas Jagellon reconquit la Galicie pour la Pologne, qui la conserva jusqu'au premier partage de la Pologne en 1772.

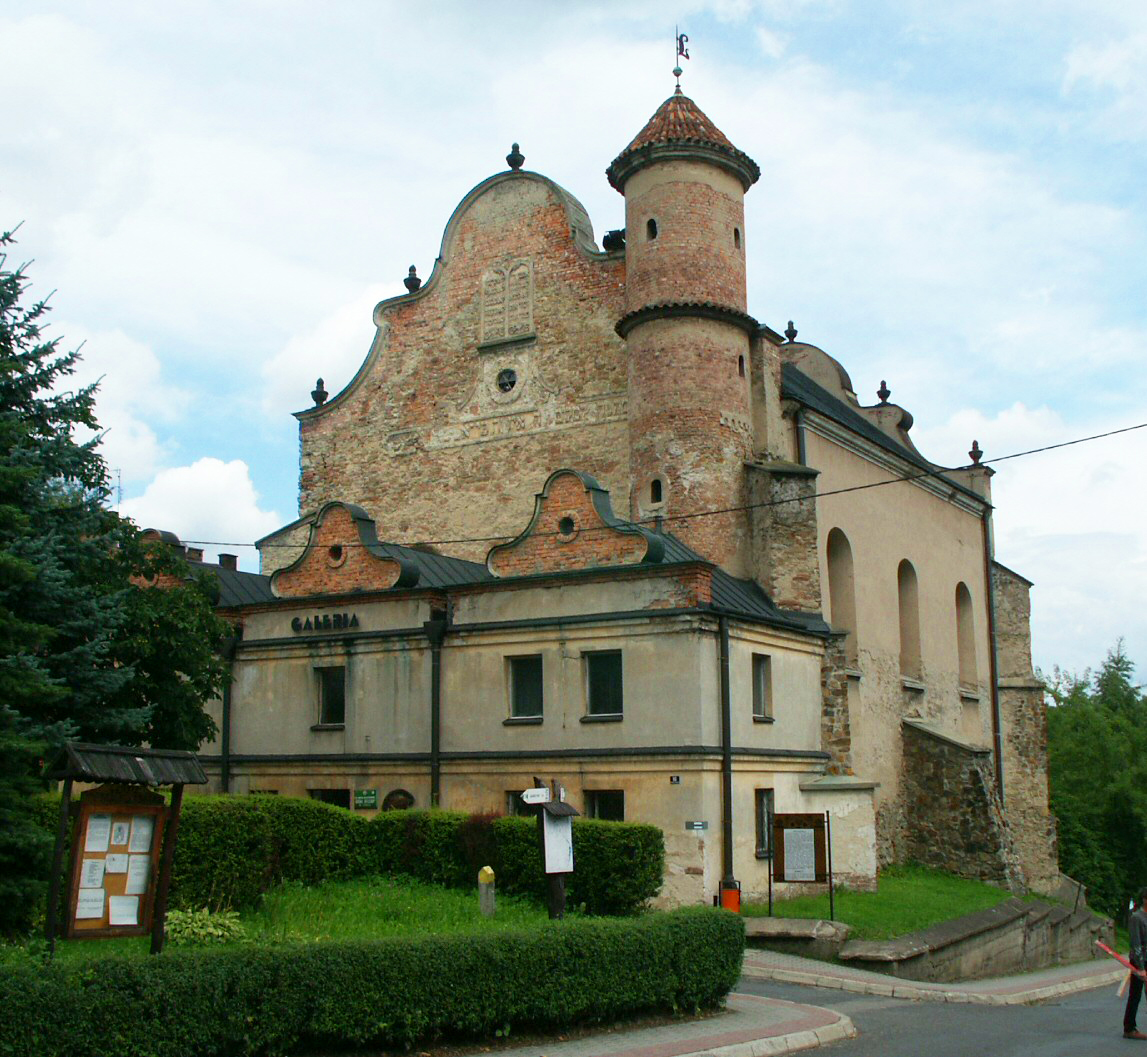
La synagogue de Lesko (voïvodie des Basses-Carpates) qui abrite le musée des Juifs galiciens.

Lorsqu'en 1569, l'union de Lublin transforma la Pologne et la Lituanie en une république des Deux Nations, les territoires de la future Galicie des Habsbourg fut divisée en voïvodies :
- la voïvodie ruthène avec Lviv , Halicz, Chełm et Sanok ;
- la voïvodie de Volhynie avec Łuck et Równe ;
- la voïvodie de Podolie ;
- la voïvodie de Belz.

Au sein du royaume de Pologne, la Galicie connut, sous la gouvernance de la noblesse polonaise, une période de développement rapide. De nombreuses villes obtinrent ou, à l'instar de Lviv, se firent confirmer le droit de Magdebourg. En s'appuyant sur ses différentes communautés nationales et religieuses, plusieurs centres commerciaux se développèrent en Galicie, source de prospérité dont témoignent encore de nombreux monuments Renaissance et baroque.
Mais au XVIIe siècle commença le déclin de la Pologne, avec une série de guerres appelée communément le Déluge, dont le soulèvement des cosaques ukrainiens mené par Bogdan Khmelnitski en 1648-1667 et l'occupation par la Suède en 1655. Quoique liée aux cosaques de Khmelnytsky par la langue et la religion, la majorité ruthène (ukrainienne) de la population de la Galicie resta loyale aux rois de Pologne, en dépit de deux campagnes menées par Khmelnitski, allié d'abord aux Tatars, et ensuite aux Moscovites. Lviv, la plus grande ville de la Galicie, résista à deux sièges russes en 1648 et en 1654. Au traité de Pereïaslav de 1654, la Pologne dut céder au tsarat de Russie la majeure partie de l'Ukraine, mais la Galicie resta polonaise.

### Partages de la Pologne
Au début du XVIIIe siècle, l'église catholique polonaise démarra un processus de « contre-Réforme » qui transforma la République des Deux Nations, jusque-là l'un des États d'Europe les plus tolérants à l'époque de la Réforme, se transforma en un terrain de chasse aux non-catholiques (protestants polonais, orthodoxes biélorusses ou ukrainiens, juifs). Ces discriminations pour raisons religieuses donnèrent aux puissances voisines l'occasion de s'immiscer dans les affaires du pays, sous le prétexte de protéger leurs coreligionnaires… à l'exception des juifs, qui subirent un antisémitisme croissant, attisé par le système de l'« arenda » qui les mettait en position d'intermédiaires entre la noblesse polonaise et la paysannerie. La tolérance religieuse et l'équilibre économique qui avaient prévalu jusque-là furent mis à mal par cette tourmente, et les Juifs, en particulier ceux qui géraient les affaires des nobles polonais ou qui tenaient des commerces, furent victimes des raids cosaques. Toutefois, alors que les cosaques se livrèrent à des pogroms en Ukraine russe, ils se contentèrent de piller en Galicie tant que les diverses communautés (Polonais, Ruthènes, Arméniens) restèrent solidaires.
Le 5 août 1772, la Prusse luthérienne, la Russie orthodoxe et l'Autriche catholique, cette dernière d'abord très réticente, conclurent un accord à Saint-Pétersbourg pour se partager la Pologne en annexant les territoires qui les intéressaient. Ainsi, une guerre européenne entre l'Autriche et la Russie fut évitée aux dépens de la Pologne.
Lors de ce premier partage, la Prusse obtint une grande partie de la Poméranie (sans Danzig ni Thorn), l'Ermeland et le district de la Netze. La Russie annexa les régions peuplées d'orthodoxes, Biélorusses, Russes et Ukrainiens à l'est de la Daugava et du Dniepr ainsi que la partie polonaise de la Livonie. Dans ces régions, la condition des Juifs assignés à une zone de Résidence, se dégrada notablement. L'Autriche reçut la moitié sud de la Petite-Pologne comprenant les anciens duchés d'Auschwitz, de Zator et du Spisz, et la Galicie entière. Elle réunit tous ces territoires dans un « royaume de Galicie et de Lodomérie ». Plus au nord, l’État polonais continua d'exister, conservant deux tiers de son territoire et la moitié de sa population.
Marie-Thérèse d'Autriche, fille de Charles VI, était reine de Bohême et de Hongrie ainsi qu'archiduchesse d'Autriche depuis la mort de ce dernier en 1740. À la mort de son mari, François de Lorraine, elle nomma son fils aîné Joseph II co-régent. Il régna seul de la mort de sa mère (en 1780) jusqu'à la fin de sa vie, dix ans plus tard. Le traité d'abandon de la Galicie par la Pologne à l'Autriche ne fut signé que le 18 septembre 1773. Marie-Thérèse n'ayant pris part au partage de la Pologne que poussée par son fils, elle se montrait dubitative quant à l'intégration d'autant de Slaves dans son Empire.
Pendant les années qui suivirent, elle invita des milliers de familles, essentiellement venues du Palatinat à s'installer en Galicie et à y fonder de nouveaux villages, créant ainsi des communautés allemandes. Par ailleurs elle améliora la condition des Juifs, car les Habsbourg ménageaient tant l'aristocratie polonaise locale (intégrée à la noblesse autrichienne) que les différentes minorités, juive et ukrainienne (cette dernière, en majorité gréco-catholique depuis 1596).
Lors du deuxième partage de la Pologne en 1793, l'Empire russe obtint la Volhynie et l'Est de la Podolie. Deux ans plus tard, lors du troisième partage, de grands territoires au centre de la Pologne furent donnés à l'Autriche sous le nom de « Galicie occidentale ». Ils durent cependant être cédés au duché de Varsovie dans le cadre de la paix de Schönbrunn en 1809 signée avec Napoléon. Ce duché fut ensuite majoritairement rattaché à l'Empire russe par le congrès de Vienne en 1815. En 1810, l'Autriche céda les arrondissements de Ternopol et Czortkow à la Russie, mais les récupéra en 1814 dans le cadre du traité de Paris.

### La Galicie sous la monarchie autrichienne

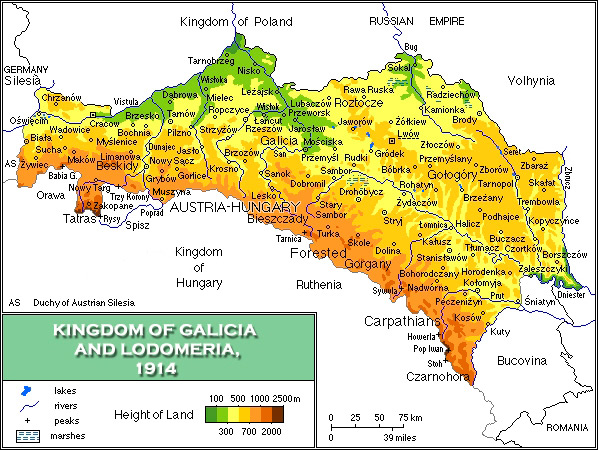
Le royaume de Galicie en 1914.

La Galicie intégrée à la monarchie de Habsbourg s'étendait loin sur le territoire des actuelles Pologne méridionale et Ukraine occidentale, comprenant Tarnów et Rzeszów et, à partir de 1846 Cracovie.
La Bucovine moldave, que l'Autriche avait annexée en 1775, fut rattachée à la Galicie de 1786 à 1849 avant de redevenir une province à part entière (Kronland). Pendant cette période de rattachement, de nombreux allemands, ukrainiens, juifs et polonais de Galicie s'y installèrent, ce qui provoqua quelques jacqueries chez les autochtones moldaves dépossédés. Lors du congrès de Vienne, Cracovie et ses alentours furent constitués en république de Cracovie, sous protection russo-austro-prussienne. Mais après les révoltes en Pologne en 1846, son indépendance lui fut ravie, et elle fut incorporée à la province autrichienne de Galicie.

#### Structure démographique
En 1773, un premier recensement fut réalisé grâce aux moyens de l'armée des Habsbourg. La Galicie avait une population d'environ 2,6 millions d'habitants, répartis dans 280 villes et 5 500 villages. On comptait près de 19 000 familles nobles représentant un total de 95 000 personnes. La population de paysans s'élevait donc à 1,86 million de personnes, soit plus de 70 % des habitants. Une petite partie d'entre eux étaient des agriculteurs possédant leur propre exploitation, tandis que la grande majorité (84 %) n'avait que peu, voire pas du tout, de biens.
La région comptait plus de 4 000 églises catholiques romaines ou gréco-catholiques, 300 églises orthodoxes et 244 synagogues, ainsi que 16 000 auberges, soit environ une pour 160 habitants. De plus, on dénombrait 216 monastères et 363 châteaux. Les habitations se partageaient entre 161 000 propriétés chrétiennes, 15 700 propriétés juives et 322 000 masures paysannes appelées chalupa, sans cheminée.
Parmi les possessions des Habsbourg, seule la Hongrie présentait davantage de diversité ethnique que la Galicie, qui comptait des Polonais, des Ruthènes, des Allemands, des Juifs, des Hongrois et des Arméniens. Les Polonais, Ruthènes et Juifs représentaient la grande majorité de la population. Les Polonais habitaient très majoritairement l'Ouest de la province, tandis que les Ruthènes se trouvaient à l'Est. Les Juifs et Arméniens dominaient le commerce. Les Juifs représentaient 8 % de la population de la province. Des groupes montagnards, slaves ou valaques slavisés comme les Boykos, Gorales, les Lemkos ou les Houtsoules habitaient les vallées des Carpates. Des artisans, éleveurs de chevaux et saltimbanques Tziganes nomadisaient à travers le pays.

La composition ethnique de l'Autriche-Hongrie en 1910.

Les statistiques anciennes donnent des chiffres sur la population de Polonais, Ruthènes et Juifs. Cependant, il est difficile de différencier l'appartenance ethnique, linguistique et nationale, car lors de ces recensements, on se basait sur la langue parlée et sur la religion, critère de différenciation privilégié : les Polonais étaient catholiques romains tandis que les Ruthènes appartenaient en majorité à l'Église gréco-catholique ukrainienne. Ses membres sont souvent appelés les « uniates » car ils reconnaissent l'autorité du pape. Ces Églises sont organisées de manière synodale, peu hiérarchisée. L'influence des laïcs et de l'État y est importante. Il n'y a pas de célibat pour les prêtres. L'inimitié entre Polonais et Ruthènes ne venait pas seulement de l'oppression économique des Ruthènes par la noblesse polonaise ou polonisée, mais aussi de divergences religieuses malgré la fidélité commune au pape de Rome.
Le troisième grand groupe religieux est constitué des Juifs, qui pour la plupart appartenaient en majorité aux Ashkénazes, immigrés d'Allemagne au Moyen Âge. On trouvait une riche vie hassidique et quelques sectes juives comme les Karaïtes paysans, qui se caractérisaient par un strict respect des rites.
Les deux Églises catholiques, d'importance à peu près égale, avaient leurs chefs à Lviv : un archevêque pour les catholiques romains et un métropolite pour les uniates. Les Juifs se soumettaient à l'autorité du rabbin de leur arrondissement, ou au chef de leur communauté. Les protestants de la confession d'Augsbourg, arrivés plus tard en colons, avaient pour chef un superintendant installé aussi à Lemberg.
Répartition ethnique de la Galicie au début du XXe siècle
|                       | Galicie orientale 55 300 km2 | Galicie occidentale 23 200 km2 |
| --------------------- | ---------------------------- | ------------------------------ |
| Ruthènes (Ukrainiens) | 64,5 %                       | 13,2 %                         |
| Polonais              | 21,0 %                       | 78,7 %                         |
| Juifs                 | 13,7 %                       | 7,6 %                          |
| Allemands             | 0,3 %                        | 0,3 %                          |
| Autres                | 0,5 %                        | 0,2 %                          |

#### Administration
Du point de vue polonais, l'annexion de la province par l'Autriche était un acte arbitraire. L'empereur à Vienne devient le symbole de cette occupation jugée illégale. Et ce d'autant plus que la noblesse, principalement d'origine polonaise et rarement ruthène (mais fortement polonisée) et le haut clergé perdirent peu à peu leur privilèges. Par contre, les paysans, pour la plupart ruthènes, furent acquis à la monarchie autrichienne à la suite de l'abolition du servage par Joseph II en 1781-1785.
Toutes les mesures prévues par les Habsbourg avaient pour condition une bureaucratie efficace qui n'existait pas en Galicie auparavant. Ainsi, ce ne furent pas que des médecins, professeurs, techniciens ou juristes allemands qui furent envoyés en Galicie, mais aussi beaucoup de fonctionnaires, qui furent cependant rejetés par l'ancienne élite polonaise qui les considéraient comme des occupants. En 1776, la province comptait 724 fonctionnaires. Ce chiffre grimpa à 17 135 en l'espace de quatre ans. C'est à Lviv que fut installée l'administration centrale, appelée Gubernium, dirigée par un gouverneur nommé par l'empereur.
Cependant, la création en 1861 d'une diète de Galicie, entièrement dominée par la noblesse polonaise, permit aux Polonais de retrouver une place dominante, les Ruthènes restant dans une position politique et sociale subordonnée.

#### Économie et société
L'établissement d'une administration contribua à un nouvel essor des villes qui avaient perdu de l'importance après leur âge d'or à la Renaissance. Les villes commerçantes les plus importantes au début du XIXe siècle étaient Lviv et Brody.
La région était une des plus pauvres de l'Empire (en) : en 1880, seulement 17 % des hommes et 10 % des femmes savaient lire et écrire ; la Galicie alimentait d'importants courants d'émigration vers le Brésil, les États-Unis, l'Allemagne et la France. En tout, 500 000 Ukrainiens de Galicie émigrèrent vers les Amériques entre 1890 et 1914.
Cependant, au tournant des XIXe et XXe siècles, la Galicie connaissait un début d'essor économique avec le développement de l'industrie pétrolière en Galicie orientale.

### Les traumatismes duXXesiècle

#### Première Guerre mondiale et période de l'entre-deux-guerres
Pendant la Première Guerre mondiale, la Galicie se trouva à plusieurs reprises sur la ligne de front entre les troupes russes et austro-allemandes : elle eut à souffrir destructions, pillages et épidémies. De 1914 à 1915 elle se trouve sous administration russe en tant que gouvernement général de Galicie. À la fin de la guerre, en octobre 1918, elle est revendiquée à la fois par les comités polonais de Joseph Pilsudski et par les comités ukrainiens d'Eugène Pétrouchevitch qui s'affrontent autour de Lviv. Les Polonais, mieux armés et soutenus par les Alliés occidentaux (mission Faury) l'emportent et prennent le contrôle de la Galicie. En 1919, l'Armée rouge russe envahit la Galicie. Ni les bolcheviks russes ni les troupes polonaises ne respectent les conventions de Genève et les atrocités se multiplient : les prisonniers sont torturés et exécutés. En juillet 1919, les Polonais sont victorieux lors de la bataille de Lwów (en), à l'issue de laquelle a lieu un pogrom de trois jours contre les Ukrainiens et les juifs accusés d'avoir soutenu les bolcheviks et leur terrible Tchéka. Cette guerre dure près de deux ans et s'achève par la paix de Riga : la Russie soviétique reconnaît à la Pologne la possession de la Galicie, formant alors l'une des contrées des kresy, zone orientale de la Pologne. La province prend le nom de Małopolska soit « Petite-Pologne ». Juifs et ukrainiens y sont fortement incités à se « poloniser » sinon par la religion, du moins par la langue, l'enseignement se faisant en polonais. Quiconque est soupçonné d'être communiste peut finir en prison.

#### Seconde Guerre mondiale et période de l'après guerre

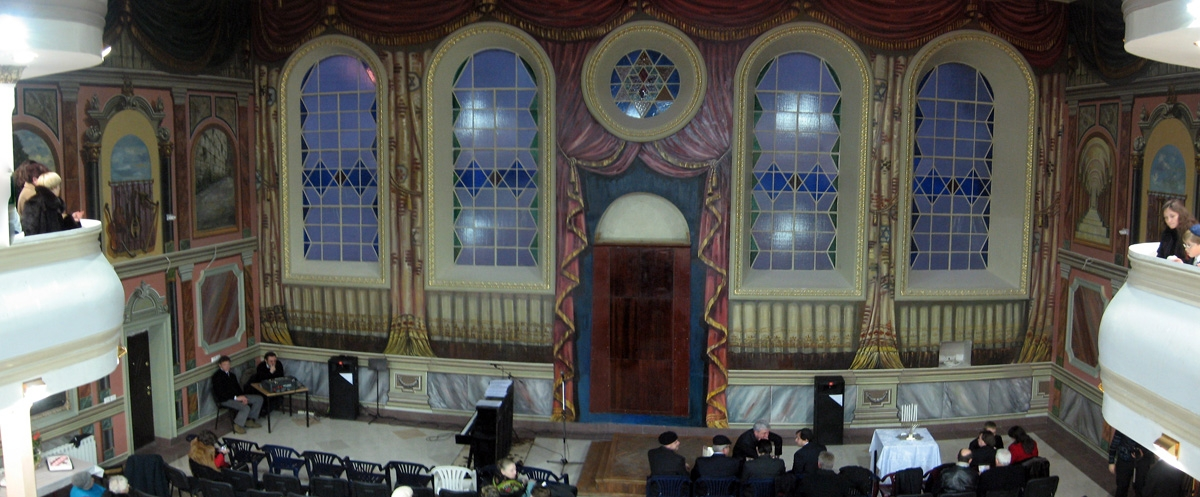
La synagogue Beis Aharon V'Yisrael à Lviv. Utilisée comme une écurie par les nazis, puis comme un entrepôt par les Soviétiques, elle n'a rouvert ses portes qu'en 1989.

En 1939, les protocoles secrets du pacte Hitler-Staline (de non-agression mutuelle, d'invasion de la Pologne et de partage de celle-ci) donnent à l’Allemagne nazie la moitié occidentale de la Pologne, tandis que l'URSS stalinienne met la main sur sa partie orientale. La Galicie est ainsi partagée. Pour les Juifs galiciens, mieux vaut se retrouver du côté soviétique pour échapper aux premières persécutions, annonciatrices de la Shoah (1941-1945), mais pour les Polonais, c'est l'inverse. Toutefois, personne n'est à l'abri d'un côté comme d'un autre, et en Galicie orientale à majorité ukrainienne, l'URSS mène une politique de terreur rouge et de collectivisation forcée, assortie de massacres et de déportations qui déciment les élites politiques, économiques et intellectuelles tant polonaises, qu'ukrainiennes et juives, tandis qu'en Galicie occidentale à majorité polonaise, ce sont les nazis qui en font de même.

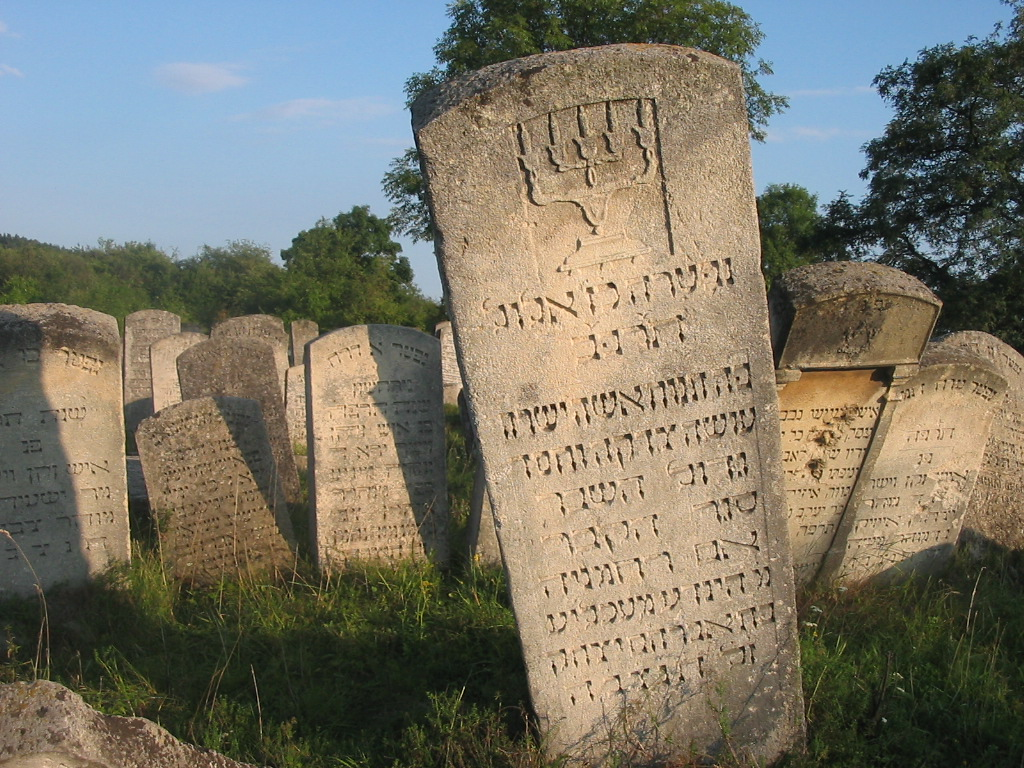
Cimetière juif galicien à Boutchatch (Ukraine).

Fin juin 1941, la Galicie entière est conquise par la Wehrmacht dans le cadre de l'invasion nazie de l'Union soviétique, à la suite de la rupture du pacte Hitler-Staline. Les nazis, appuyés par certains nationalistes Ukrainiens, procèdent à un « nettoyage ethnique » et racial au détriment des Juifs et des Tziganes principalement. Ils intègrent la Galicie au « Gouvernement général » où ils mettent progressivement en œuvre la « solution finale » : les 500 000 Juifs (12 % des habitants, environ 4 millions au total) sont soit exécutés sommairement par les « commandos mobiles de tuerie », soit rassemblés dans des ghettos et camps de travaux forcés. Au cours des années suivantes, ces ghettos seront vidés par déportation vers les camps d'extermination nazis, notamment celui de Bełżec. Par ailleurs, 150 000 Polonais et 200 000 Ukrainiens sont déportés en Allemagne comme travailleurs forcés. Seuls quelques milliers des Juifs galiciens ont survécu à l'occupation nazie, et des populations de villes entières, telles Brody ou Belz, ont été massacrées, avec un soutien de collaborateurs, surtout ukrainiens. En revanche l’OUN et l’UPA ukrainiennes, ainsi que l'Armia Krajowa polonaise et les organisations de partisans juifs, entrent en résistance contre les Allemands, mais occasionnellement s'affrontent aussi entre elles dans le chaos où se trouve plongée la région.
À la fin de la Seconde Guerre mondiale, la Galicie occidentale revient à la république populaire de Pologne, la Galicie orientale à l'URSS et, au sein de celle-ci, à la république socialiste soviétique d'Ukraine.
De septembre 1944 à avril 1946, les deux États procèdent à un échange de populations, portant sur environ 450 000 personnes, les polonais résidant dans la partie orientale attribuée à la république socialiste d'Ukraine étant déplacés vers la Pologne et une partie des Ukrainiens et Lemkos (environ 200 000 personnes) quittant volontairement la Pologne du sud-est vers l'Ukraine à la suite d'accords bilatéraux signés entre la Pologne et l'URSS, le 9 septembre 1944 et le 16 août 1945. Ces déplacements se déroulent dans un climat de violence, une partie des Ukrainiens étant déportés de force en Ukraine tandis qu'environ 300 000 réussissent à rester dans leurs régions natales, à l'intérieur des frontières de la Pologne.
En 1947, l'État polonais met en place l’opération Vistule : plus de 56 000 habitants d'ethnie ukrainienne de la Galicie occidentale sont expulsés, non plus en Ukraine soviétique comme en 1944-1946, mais vers les régions de l'ouest et du nord de la Pologne pour éviter les conflits interethniques persistants.
Au cours des cinq décennies suivantes, la population de la Galicie orientale, désormais presque exclusivement ukrainienne, subit une forte soviétisation, alors que les vestiges du passé (rares synagogues ayant survécu à la destruction nazie, cathédrales catholiques, uniates ou arméniennes) sont transformées en prisons, asiles pour malades mentaux ou dissidents (statut souvent synonyme), clubs ou entrepôts.

### Chronologie

Armoiries de la principauté de Galicie.

On désigne les traces archéologiques des peuples antérieurs aux Slaves par le nom de 
culture de Przeworsk. Parmi les peuples germano-celtes sont cités dans la Géographie de Ptolémée : les Bastarnes, les Lugiens, les Hares, les Elvécones, les Naharvales, les Manimes et les Élisiens. Les Scythes y font des incursions et y laissent des tumulus. La région est ensuite peuplée par les Vandales (dont les Silingues sont probablement parents avec les Élisiens) et par les Goths lors de leur traversée de l'Europe de la mer Baltique à la mer Noire.
Les Slaves s'y installent au Ve siècle : les « Croates blancs » sont mentionnés.
En 1141, la principauté de Galicie émerge : sa capitale est Halytch.
En 1199, la Galicie et la Volhynie forment la principauté de Galicie-Volhynie (Lodomérie) en s'unissant sous le règne de Roman Mstislavitch.
En 1349, à la suite du décès du dernier roi Mstislavide, la Galicie-Volhynie est rattachée en 1340 à la Pologne par le roi Casimir III dit « le Grand » (Kazimierz Wielki).
En 1648-1655, elle résiste aux attaques des cosaques de Bogdan Khmelnitski alliés aux Tatars de Crimée et aux Moscovites.
En 1772, lors du premier partage de la Pologne, la Galicie devient autrichienne et le restera jusqu’en 1918.
En 1914, elle est en grande partie conquise par l’armée impériale russe lors des premières opérations militaires de la Première Guerre mondiale (batailles de Krasnik et de Lemberg).
En 1915, elle est reprise par l’armée austro-allemande.

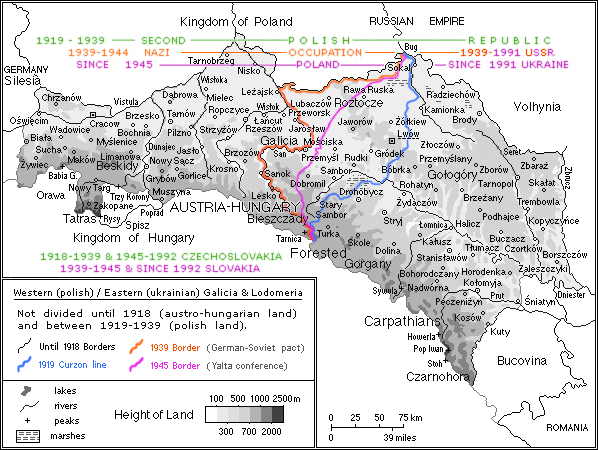
Partages de la Galicie-Lodomérie austro-hongroise au XXe siècle.

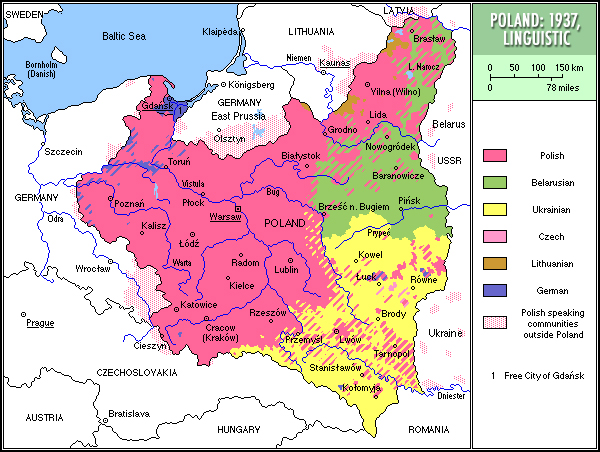
Langues parlées en Pologne dans la première moitié du XXe siècle.

Fin 1918, sa partie occidentale se déclare polonaise tandis que dans sa partie orientale est proclamée la république populaire d'Ukraine occidentale : une courte guerre polono-ukrainienne s'ensuit.
En 1919, la Galicie orientale est incorporée à son tour à la Pologne après avoir subi la terreur rouge pendant la guerre soviéto-polonaise.
En 1921, par le traité de Riga, la Russie soviétique reconnaît l'appartenance de l'ensemble de la Galicie à la Pologne.
En 1939, lors de écrasement de la Pologne par l'Allemagne nazie et par l'URSS stalinienne, et selon les dispositions du pacte germano-soviétique, la partie orientale est annexée par l’Union soviétique. La partie occidentale est rattachée au Gouvernement général sous le nom de district de Galicie. Des unités nazies spécialisés (les Einsatzgruppen) procèdent à une liquidation systématique, sans précédent dans l’histoire, de la nombreuse population juive au travers de fusillades, puis dans un deuxième temps au moyen de camions à gaz itinérants, avant la mise en place définitive des camps d'extermination (voir Shoah en Pologne). Dans la partie orientale soviétique, les juifs ne sont pas inquiétés, mais de nombreux Polonais sont déportés par les Soviétiques.
En 1941, cette partie orientale est à son tour envahie par l'Allemagne nazie, rattachée au Gouvernement général 21 mois après la partie occidentale, et subit la même politique de déportation et d'extermination des Untermenschen juifs (voir Shoah en Ukraine) et Polonais.
En 1943, le Reichsführer-SS Heinrich Himmler ordonne de créer une division de la Waffen-SS constituée de volontaires ukrainiens de Galicie (division SS Galizien).
En 1944, la Galicie est conquise par l’Armée rouge, qui reprend Lemberg-Lwów-Lviv le 28 juillet.
En 1945, la Galicie est scindée en deux par une ligne (baptisée « ligne Curzon A » par les Soviétiques) située un peu à l'Ouest de la ligne Curzon (proposée par Lord Curzon durant la conférence de paix de Paris le 8 décembre 1919 et baptisée « ligne Curzon B » par les Soviétiques). Cette nouvelle ligne adoptée lors des accords de Yalta devient la frontière orientale de la Pologne et occidentale de l'URSS : elle part de la Lituanie et passe entre Przemyśl à l'Ouest et Lwów à l'est (contrairement à la ligne Curzon de 1919 qui laissait Lwów à la Pologne). La partie à l'est de cette nouvelle ligne est rattachée à l’Ukraine soviétique. Les rares Polonais qui y avaient survécu sont expulsés vers la Pologne, remplacés par des Ukrainiens en provenance de Pologne.

## La Galicie, terre d’émigration et berceau de célébrités
La Galicie a été depuis le milieu du XIXe siècle une terre d'émigration. Une proportion considérable des Galiciens (au sens territorial) se trouvent aujourd'hui hors de Galicie. Plus d'un million de Galiciens ukrainiens (dits « Ruthènes ») et Polonais ont émigré au début du siècle aux États-Unis, au Canada et en Europe occidentale. Chicago, Milwaukee, Philadelphie, New York sont devenus de grands centres d'émigration galicienne. Des 800 000 Juifs galiciens d'avant la Première Guerre mondiale, 200 000 à 300 000 ont fui la pauvreté et l'antisémitisme chrétien vers les capitales occidentales et les États-Unis entre 1880 et 1914.
En raison de la relative tolérance des Habsbourg dans la partie autrichienne de leur « Double-Monarchie », la Galicie vit apparaître une intelligentzia de langue allemande, mais aussi polonaise, ukrainienne ou yiddish et apparaît, au regard des persécutions et des atrocités ultérieures, comme une ère de libertés et aussi de prospérité permettant ascension sociale et culturelle de personnalités germanophones comme Martin Buber, Emil-Edwin Reinert, Joseph Roth ou Gerda Taro, polonophones comme Bruno Schulz ou Joseph Wittlin, ukrainophones comme Ivan Franko, Martovitch ou Vassyl Stefanyk, Iakiv Holovatsky et Markian Chachkevytch avec le mouvement Triade ruthène, et juives comme Shmuel Yosef Agnon, Aharon Appelfeld (de langue allemande), Uri Tsi Grinberg, Moyshe Leyb Halpern (en), Melekh Ravitsh ou Benzion Witler (de langue yiddish).
De ces élites ont émergé des hommes politiques (Karl Radek, Isaac Deutscher, ou Maximilien Rubel), ou bien des auteurs qui ont fait l'objet d’une « re-découverte » plus récente, comme les chantres germanophones de la Galicie multiethnique (certes germanocentrée) Karl Emil Franzos et Leopold von Sacher-Masoch, et pour l'après-guerre, les romanciers polonais Andrzej Kuśniewicz ou Julian Stryjkowski et les mémorialistes Soma Morgenstern et Manès Sperber.
Ces Galiciens ont perpétué dans la diaspora le souvenir de leur « petite patrie », parfois idéalisé en chantant le multiculturalisme avant la lettre, le pluralisme religieux, culturel et ethnique, vus à travers le prisme de leur communauté disparue, et parfois traumatique en rappelant les intolérances religieuses croisées, les instrumentalisations politiques et la haine de classe ou de race qui s'ensuivit, les massacres qui en ont découlé. Ainsi, le shtetl juif, la grande propriété foncière aristocratique polonaise, la splendeur passée des métropoles régionales qu'étaient Cracovie ou Lviv incarnent une « Arcadie » perdue de l'enfance ou une « Atlantide » submergée par le déferlement de l'inhumanité (guerres, nazisme, stalinisme et leurs crimes).
Si les ruthéno-ukrainiens n'ont pas subi, comme les Juifs ou les Tziganes, de tentative d'annihilation totale, ni comme les Polonais une expulsion intégrale, leur diaspora aux États-Unis et au Canada perpétue la mémoire centrée sur les persécutions que les Ukrainiens ou Ruthènes ont subi sous les différents régimes qui se sont succédé en Galicie. La Galicie orientale soviétique, divisée en trois oblasts (Lviv, Ternopil et Ivano-Frankivsk), forma avec la Transcarpathie, l'« Ukraine occidentale », qui devint dans les années 1980, à l'instar des pays baltes, un centre de la dissidence et du mouvement indépendantiste ukrainien. Toutefois, au sein de l'Ukraine indépendante (depuis 1991), les Galiciens en partie catholiques, pro-démocrates et pro-européens se retrouvent confrontés à l'Ukraine orientale, à forte minorité russophone, à majorité orthodoxe, pro-russe et souvent soviéto-nostalgique. Cette division du pays est à l'origine de la révolution orange, partie de la Galicie en 2004, qui déboucha dix ans plus tard sur la crise ukrainienne, la perte de facto de la Crimée et la guerre du Donbass.